# Bussy-la-Pesle (Nièvre)
Bussy-la-Pesle és un municipi francès, situat al departament del Nièvre i a la regió de Borgonya - Franc Comtat. L'any 2007 tenia 47 habitants.

## Demografia

### Població
El 2007 la població de fet de Bussy-la-Pesle (Nièvre) era de 47 persones. Hi havia 22 famílies, de les quals 9 eren unipersonals (9 homes vivint sols), 9 parelles sense fills i 4 parelles amb fills.
La població ha evolucionat segons el següent gràfic:
Habitants censats

### Habitatges
El 2007 hi havia 56 habitatges, 22 eren l'habitatge principal de la família, 26 eren segones residències i 8 estaven desocupats. Tots els 55 habitatges eren cases. Dels 22 habitatges principals, 21 estaven ocupats pels seus propietaris i 1 estava llogat i ocupat pels llogaters; 3 tenien dues cambres, 4 en tenien tres, 5 en tenien quatre i 9 en tenien cinc o més. 13 habitatges disposaven pel capbaix d'una plaça de pàrquing. A 11 habitatges hi havia un automòbil i a 10 n'hi havia dos o més.

### Piràmide de població
La piràmide de població per edats i sexe el 2009 era:
| Homes | Edats   | Dones |
| ----- | ------- | ----- |
| 0     | 95 o +  | 0     |
| 0     | 90 a 94 | 0     |
| 0     | 85 a 89 | 0     |
| 0     | 80 a 84 | 0     |
| 4     | 75 a 79 | 4     |
| 4     | 70 a 74 | 0     |
| 0     | 65 a 69 | 4     |
| 0     | 60 a 64 | 0     |
| 0     | 55 a 59 | 0     |
| 0     | 50 a 54 | 0     |
| 0     | 45 a 49 | 0     |
| 0     | 40 a 44 | 0     |
| 4     | 35 a 39 | 0     |
| 0     | 30 a 34 | 4     |
| 0     | 25 a 29 | 0     |
| 0     | 20 a 24 | 0     |
| 0     | 15 a 19 | 0     |
| 0     | 10 a 14 | 0     |
| 0     | 5 a 9   | 0     |
| 0     | 0 a 4   | 0     |

## Economia
El 2007 la població en edat de treballar era de 26 persones, 17 eren actives i 9 eren inactives. De les 17 persones actives 13 estaven ocupades (8 homes i 5 dones) i 3 estaven aturades (2 homes i 1dona). De les 9 persones inactives 8 estaven jubilades i 1 estava classificada com a «altres inactius».
Activitats econòmiques
L'any 2000 a Bussy-la-Pesle hi havia explotacions agrícoles.

## Poblacions més properes
El següent diagrama mostra les poblacions més properes.